# Homonota rupicola
Homonota rupicola es una especie de lagarto gekónido del género Homonota. Es un saurio de hábitos nocturnos y de dieta insectívora que habita en el centro-este de Sudamérica.

## Taxonomía
Homonota rupicola fue descrita originalmente en el año 2007 por los herpetólogos Pier Cacciali, Ignacio Ávila y Frederick Bauer.
Etimología
Etimológicamente el término genérico Homonota deriva de las palabras en idioma griego homos que significa ‘uniforme’, ‘mismo’, ‘similar’ y notos que se traduce como ‘dorso’ o ‘espalda’. El nombre específico rupicola deviene de la palabra en latín rupes, que significa ‘piedra’, y refiere a sus preferencias por vivir en hábitat rocosos.
Ejemplares tipo
El ejemplar holotipo es el asignado con el código CZ 0285, un macho adulto. Los paratipos son dos hembras, una subadulta (CZ 0210) y una juvenil (CZ 0287), ambas de la localidad tipo.
Localidad tipo
La localidad tipo es: Paraguay, departamento Cordillera, Piribebuy, Compañía Los Naranjos, cerro Pedregal (de 289 m s. n. m. de altitud máxima), en las coordenadas: 25°31’07’’S 57°02’53’’W.
Distribución y hábitat
Homonota rupicola es un endemismo del Paraguay, y se la conoce sólo de su localidad tipo del departamento de Cordillera.  Habita en ambientes rupícolas, cubiertos de bosque bajo, arbustos y gramíneas. Es el único gekónido nativo de la selva paranaense.

## Características
Homonota rupicola es un pequeño lagarto de cerca de 82 mm de largo, de los cuales 46 mm corresponden a la cola. Es terrestre y nocturno. Se reproduce de manera ovípara. H. rupicola se caracteriza por la ausencia de escamas quilladas y de internasales. Una combinación de caracteres diagnósticos en la lepidosis cefálica y corporal permite separarlo de las otras especies del género Homonota, siendo la más parecida Homonota uruguayensis, de la que cree pudo haberse originado en una expansión geonémica con posterior aislamiento relíctico de la población del cerro Pedregal, lo que favoreció la especiación evolutiva.